# Specksteinofen

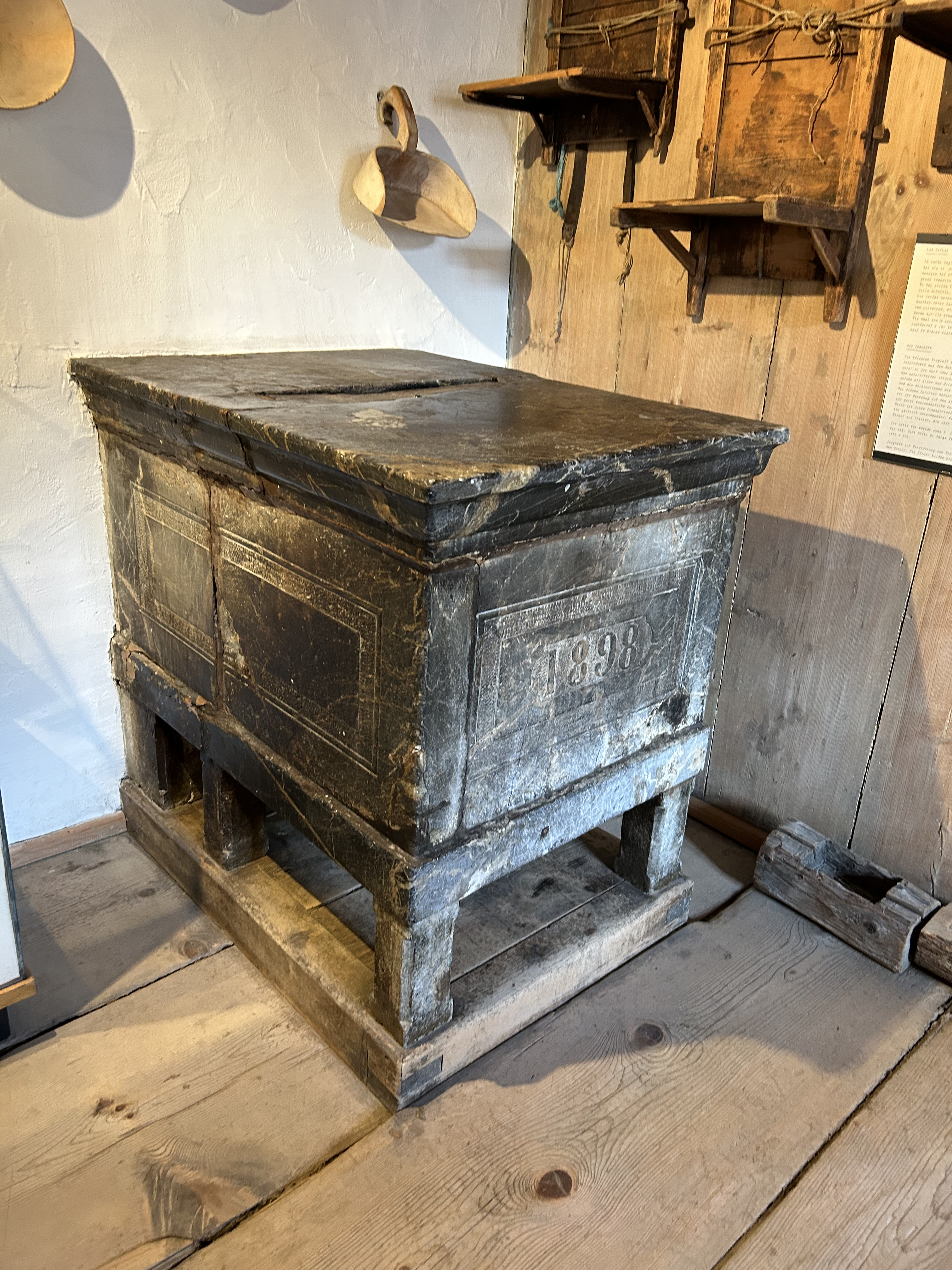
Bündner
Specksteinofen von 1898 (Museum Regiunal Surselva)

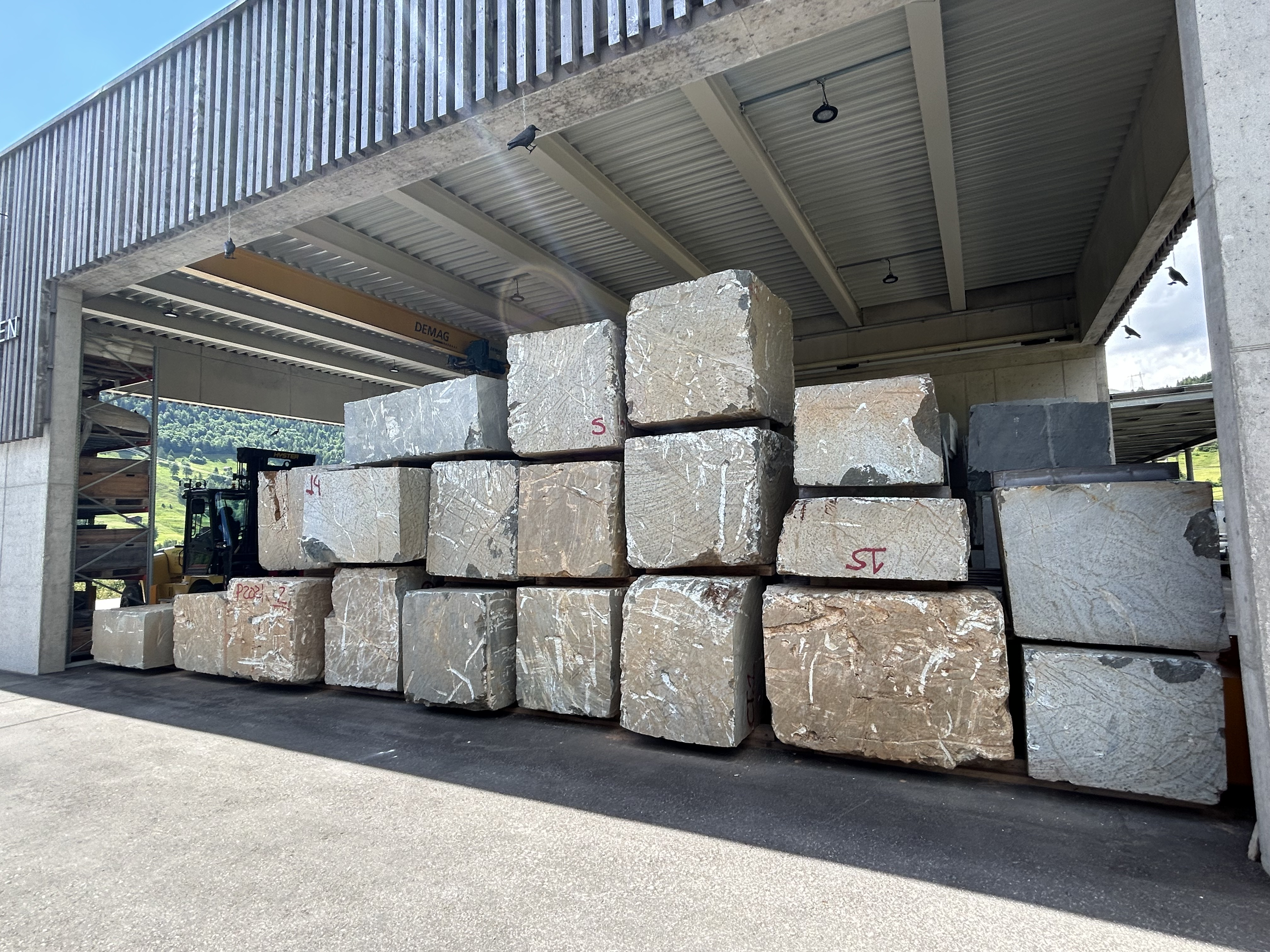
Gelagerte Specksteinblöcke in Disentis/Mustér, die zu Öfen verarbeitet werden

Specksteinöfen, auch Giltsteinofen, sind aus dem Gestein Speckstein gebaute Grundöfen, die überwiegend mit Scheitholz und Holzbriketts befeuert werden.
Bei Specksteinöfen besteht nicht wie bei vielen modernen Kaminöfen teilweise die äußere Hülle aus dem Material, sondern auch die innere Brennkammer ist vollständig aus Speckstein. Um das Prinzip des Grundofens zu verwirklichen, ist der Ofen zweilagig gebaut, d. h. die heißen Verbrennungsgase werden im Inneren des Ofens in sog. „Zügen“ entlanggeführt und geben dabei ihre Energie an die Specksteinplatten ab. Die Gase kühlen im Inneren stark ab, sinken zu Boden und werden auf Fußbodenhöhe in den Kamin abgegeben.
Der Vorteil dieser Bauweise ist das hohe Wärmespeichervermögen, das aufgrund des hohen Magnesiumgehalts des Specksteins erreicht wird. Da der Speckstein eine hohe Dichte hat (2,5 kg/dm³ und darüber), muss der Specksteinofen auf ein besonders stabiles Fundament gestellt werden.
Traditionelle Verbreitung fanden die Specksteinöfen in jenen Gegenden, wo natürliche Specksteinlagerstätten auftreten und einen Abbau von verarbeitungswürdigen Rohblöcken zuließen. Das sind beispielsweise die Westalpen, die Südalpen sowie Regionen in Norwegen und Finnland. In der Valle Maggia stehen in zahlreichen Bauernhäusern Specksteinöfen mit Jahressignaturen aus dem 17., 18. und 19. Jahrhundert. Typisch, nicht nur für diese Region, sind an der Frontseite der Öfen aus dem Stein herausgearbeitete Verzierungen in Wappenform, als handwerkliche Symbole oder Ornamentbänder. In den Walliser Dörfern Mund (1555), Evolène (1577) und Les Haudères (1598) existieren sehr alte Specksteinöfen.
In Hinsicht auf die Grundrisse dieser Öfen gibt es rechteckige, quadratische, runde und vereinzelt polygonale Varianten. Ihr horizontaler Aufbau besteht meist aus zwei oder drei Schichten, mitunter nach oben stufenartig verjüngt. Eine schwere Deckplatte aus Speckstein (Prallplatte) schließt im oberen Teil die Brennkammer ab. Je nach Gesamtaufbau wird nach Kasten- oder Rundform unterschieden.
Die einzelnen Platten werden bei modernen Specksteinöfen nicht mit Mörtel verbunden, sondern mit einer hauchdünnen Schicht von Wasserglas. Das ergibt praktisch keine Fugendicke, aber doch die sogenannte Gasdichtigkeit.